# Renato Cigarini
Renato Cigarini (Novara, 26 aprile 1901 – Milano, 22 maggio 1992) è stato un avvocato, partigiano e antifascista italiano.
Ardito, ex legionario fiumano e comunista, è stato amico di Antonio Gramsci e prese la tessera del PCdI nel 1923, periodo di pieno avvento e stabilizzazione del fascismo. Attivo antifascista, condannato al confino di polizia.

## Biografia
Nel secondo dopoguerra fu anche il primo dei tesorieri del PCI

Nel settembre 1944, quando si formalizza la costituzione della Commissione finanziaria di controllo del CLNAI, Cigarini ne viene designato membro responsabile assieme a Giuseppe Lanzarone e Giovanni Naldi, con l'incarico di revisione e gestione dei conti. La stessa Commissione si troverà poi invischiata nel problema della gestione dell'Oro di Dongo, i cui sviluppi produrranno conseguenze processuali che si trascineranno per anni e vedranno addirittura l'intervento di Enrico Mattei quale testimone per scagionare gli accusati di appropriazione indebita. Pare che Cigarini in persona ebbe l'incombenza di stornare parte dell'oro in Svizzera a beneficio del PCI ma questo sospetto, confermato da alcune fonti, fu contraddetto dagli atti processuali che scagionarono tutti gli accusati.

L'avvocato Renato Cigarini sarà poi negli anni cinquanta una delle maggiori eminenze grigie della finanza del PCI, avendo il compito dell'approvvigionamento, del trasferimento e del deposito delle risorse economiche del Partito.